# Neotypus nobilitator
Neotypus nobilitator là một loài tò vò trong họ Ichneumonidae.